# Jas Waters
Jas Waters (Evanston, Illinois, 21 de outubro de 1980 — 9 de junho de 2020), também conhecida como Jas Fly, foi uma roteirista e jornalista americana conhecida por escrever 18 episódios da série de TV This Is Us. Ela também escreveu para The Breaks e Hood Adjacent with James Davis. Waters trabalhou como jornalista na indústria do hip hop, e tinha uma coluna digital para o Vibe Vixen. Ela defendeu a importância de escritores negros na indústria de cinema e televisão.
Waters nasceu na cidade de Evanston, Illinois e foi criada por sua avó em uma casa de retiro. Depois de se formar no Colégio da Cidade de Evanston, frequentou o Columbia College Chicago. Ela cometeu suicídio por enforcamento no dia 9 de junho de 2020, no condado de Los Angeles, Califórnia.